# سنيبركلبس
سنيبركلبس: كات إت أوت، توڠيذر! (بالإنجليزية: Snipperclips: Cut It Out, Together!)‏، وتسمى في النسخة اليابانية لاستز سنيب توغيذر! سنيبرس (Let's Snip Together, Snippers) (باليابانية: いっしょにチョキッと スニッパーズ)، هي لعبة فيديو إلكترونية من نوع ألغاز، صدرت في السوق بتاريخ 3 مارس 2017م، وتعمل حصراً لنظام نينتندو سويتش.